# Joerg Winger
Joerg Winger (Colònia, Alemanya Occidental, 1969) és un periodista, productor i guionista de TV alemany.

## Biografia
Nascut a Colònia, Winger va estudiar rus el que el va dur, durant el servei militar, a ser entrenat per escoltar emissions de ràdio per a interceptar missatges que provenien des del bloc soviètic. Posteriorment, Winger va treballar com a periodista i va estudiar economia a la Universitat de Colònia. El 1990, en un viatge a Xile va conèixer la seva esposa Anna Winger.
En la dècada de 2000 Winger es va traslladar de Colònia a Leipzig per dedicar-se a ser productor executiu de la sèrie televisiva Soko Leipzig de la qual va produir més de 300 episodis.
Posteriorment, ell i la seva esposa Anna, creen i produeixen la sèrie Deutschland 83, que va ser transmesa des del 2015 per Sundance Channel (Estats Units) i a la RTL a Alemlanya. La sèrie de vuit episodis, narra la vida d'un jove soldat de l'Alemanya de l'Est que es converteix en espia en una missió secreta a Alemanya Occidental el 1983, en part basades en les experiències militars de Winger. Els dos primers episodis, en estrena mundial, van ser projectat al Festival de cinema de Berlín de 2015. Winger va escriure la sèrie en anglès, però fou traduïda a l'alemany. Va ser la primera sèrie de llengua alemanya emesa per una cadena major la televisió nord-americana.